# Furstendömet Benares

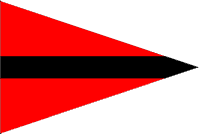
Furstendömets flagga.

Furstendömet Benares (eller Banaras) var en furstestat i Indien, med staden med samma namn som huvudstad. Staten grundades av Balwant Singh 1740. Den härskande dynastin Gautam, som ansågs härstamma från guden Shiva, regerade över ett hinduiskt rike på 2 266 km².
Ett uråldrigt kungarike vid namn Kashi eller Banaras grundades här av Khsetravridha av dynastin Somavansa, och kom att plundras av muslimerna 1194. Kungarikets territorium införlivades sedermera i Oudh, ett lydrike under stormogulen. Det område där furstendömet Benares instiftades 1911 avträddes till Brittiska Ostindiska Kompaniet redan 1775.

## Härskare över furstendömet Benares eller motsvarande
- Raja
  - 1740 - 1770 : Balwant Singh
  - 1770 - 1781 : Chait Singh (avsatt av britterna)
  - 1781 - 1794 : Mahip Narayan Singh
  - 1794 - 1835 : Udit Narayan Singh
  - 1835 - 1889 : Ishvari Prasad Narayan Singh
  - 1889 - 1918 : Prabhu Narayan Singh
- Maharaja Bahadur
  - 1918 - 1931 : Prabhu Narayan Singh
  - 1931 - 1939 : Aditya Narayan Singh
  - 1939 - 1947 : Vibhuti Narayan Singh